# Macroglossum samoanum
Macroglossum samoanum är en fjärilsart som beskrevs av Rothschild och Jordan 1906. Macroglossum samoanum ingår i släktet Macroglossum och familjen svärmare. Inga underarter finns listade i Catalogue of Life.